# Videdysse im Horserød Hegn

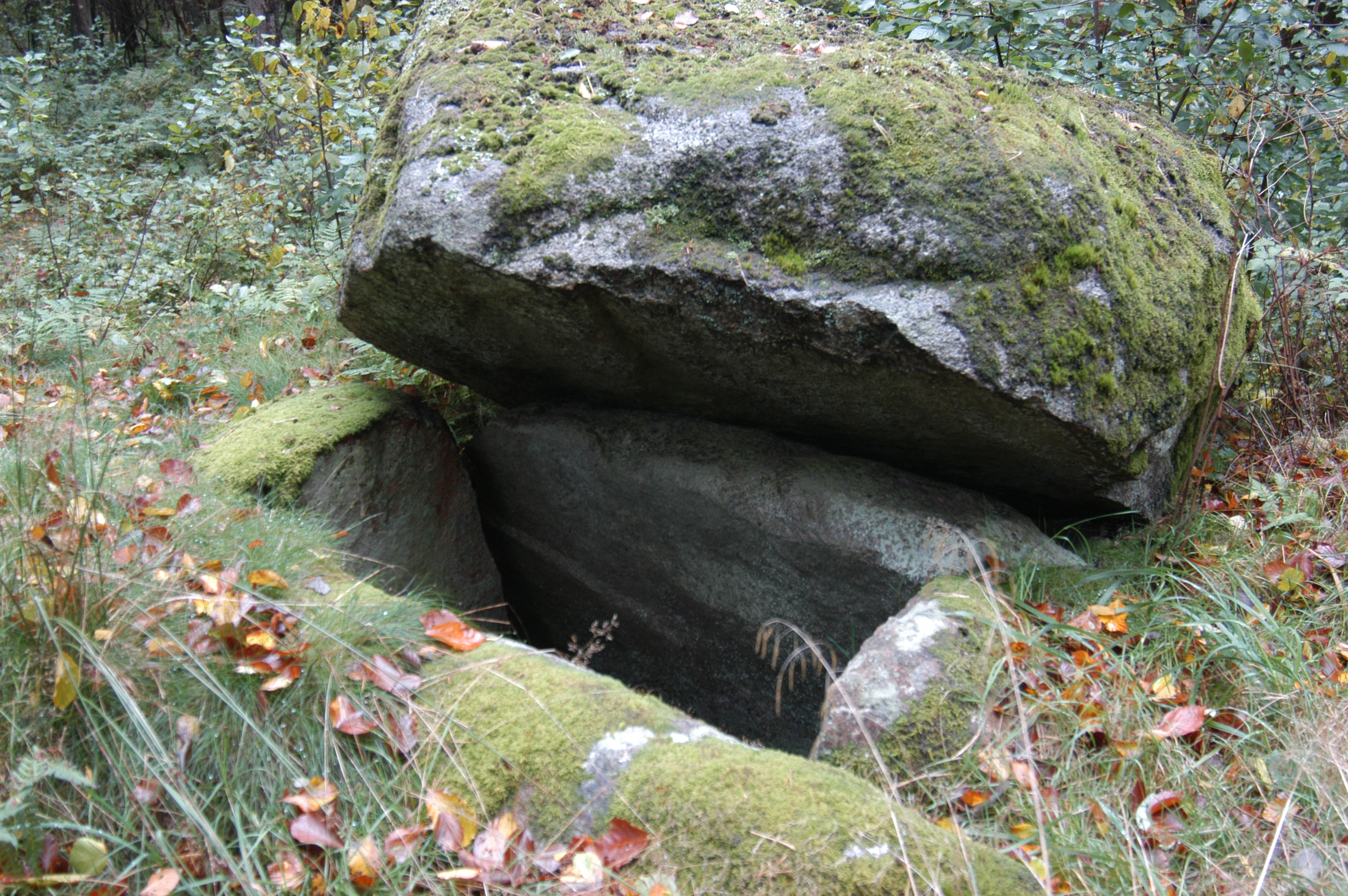
Urdolmen

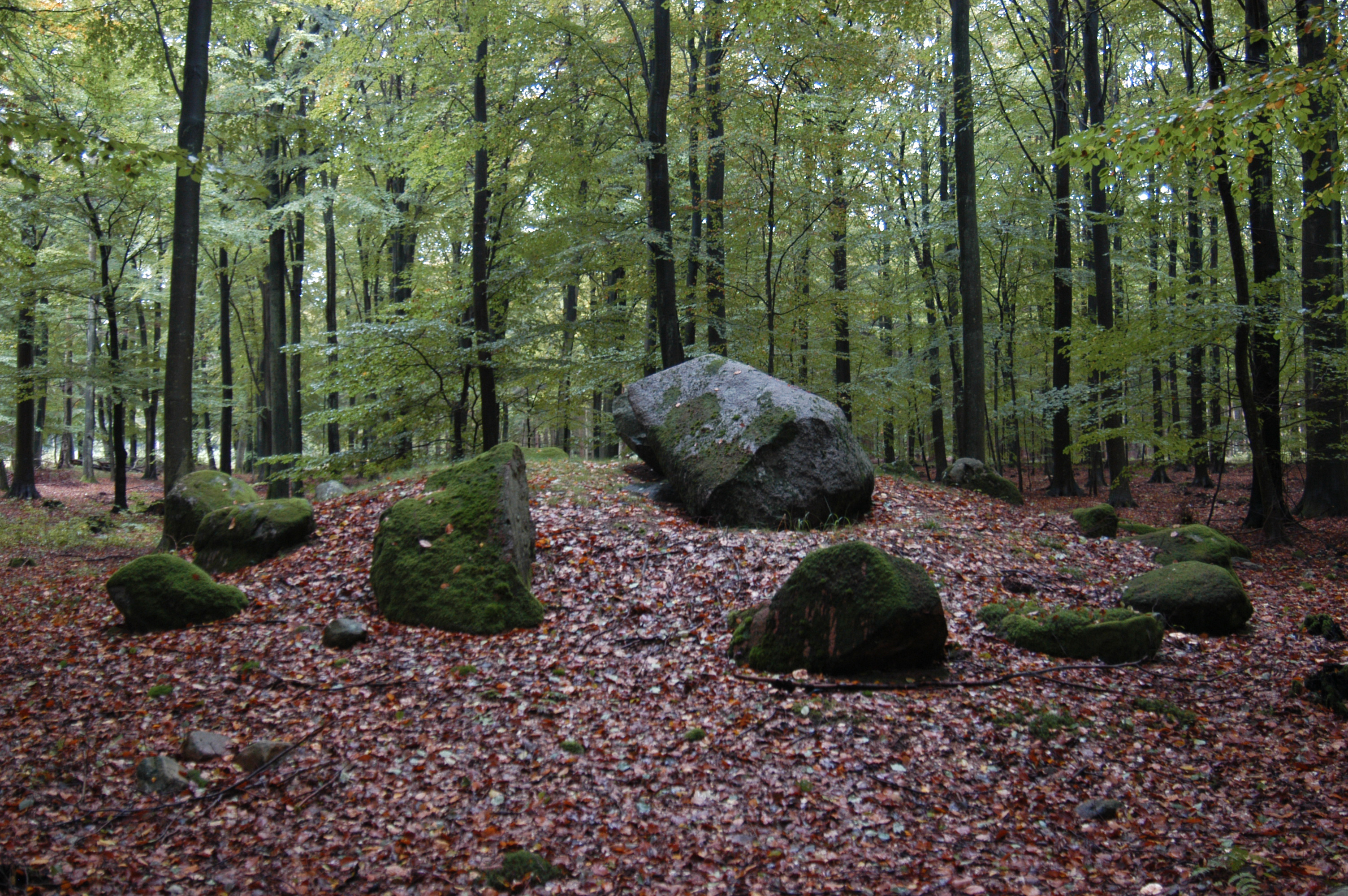
Langdolmen mit Deckstein einer Kammer

Der Videdysse im Horserød Hegn (Gurreskov) ist ein Hügelgrab westlich von Helsingør auf der Insel Seeland in Dänemark. Es gibt in Dänemark mehrere Anlagen dieses Namens (z. B. Søster-Svenstrup Videdysse und Videdysse (Roskilde)).

## Beschreibung
Der Langdysse der Trichterbecherkultur (TBK) aus der Jungsteinzeit hat ein 15 × 8 m messendes Nord-Süd orientiertes Hünenbett, dass zwei quer bzw. längsliegende Dolmen enthält. Einer mit aufliegendem, der andere (ein eingetiefter Urdolmen) mit drei Tragsteinen und dem abgerollten Deckstein. Der nördliche ist ein Parallellieger. Es ist etwa 1,4 m lang, 1,1 bis 1,2 m breit und 1,0 m hoch. Er besteht aus 4 Seitensteinen und 1 Deckstein. Etwa 4,5 m entfernt befindet sich eine querliegende Kammer, bestehend aus dem Endstein im Westen und zwei langen Steinen an den Seiten. An der Ostseite befindet sich ein 0,3 m tieferer Zugangsstein. Erhalten sind auch 18 Steine, etwa die Hälfte der ursprünglichen Hügeleinfassung, von denen sieben aufrecht stehen.
Westlich des Videdysse finden sich die Überreste einer weiteren Anlage aus der gleichen Zeit, bei der sieben Randsteine erhalten sind. Einige hundert Meter westlich, auch am Risbyvej, liegt ein weiteres gut erhaltenes Hünenbett von 14,5 × 8,7 m. Ist hier ein Dutzend der ursprünglichen Randsteine, von denen die meisten umgestürzt wurden, erhalten. Dieser Langdysse hat auch zwei intakte Dolmen, bei denen ebenfalls ein Deckstein fehlt. Die Anlagen sind seit 1942 geschützt.
Der Archäologe Vilhelm Boye bereiste 1884 die Region.